# Nancy Gewölb
Nancy Gewölb Mayanz (Santiago, 23 de abril de 1939) es una grabadora, artista visual y poeta chilena. Licenciada en Arte de la Universidad de Chile, realizó también algunos cursos de diseño textil en la Pontificia Universidad Católica de Chile.

## Biografía
Nieta de la pintora Rebeca Mayanz, fue alumna de José Balmes y Carlos Ortúzar.
Desde 1990 es académica titular del Taller de Avanzado de Expresión Gráfica en la Facultad de Artes de la Universidad de Playa Ancha de Ciencias de la Educación en Valparaíso. Desde 1993, es miembro del Comité Asesor del director del Museo Nacional de Bellas Artes. Entre 1995 y 1999 fue directora de la Galería Espacio Abierto perteneciente al Museo Nacional de Bellas Artes. Asimismo, ha sido miembro del comité consultivo del Consejo Nacional de la Cultura y las Artes en la Región de Valparaíso y curadora del Departamento de Cultura del Instituto Chileno-Norteamericano de Valparaíso.
En 2009, 2010 y 2013 fue invitada a Nazaret (Israel) por la institución Alma (Centro diurno para Seniors) para realizar talleres de rehabilitación a través del arte, junto a la especialista Yael Israel en el proyecto “Libro de Artista”. Durante 2014 y 2015 ha recibido distintas invitaciones para realizar arte de acción en Latitud 55 en Berlín, Paersh en Colonia y Perfor en São Paulo, así como en distintos países de Latinoamérica y Europa, como por ejemplo Festival Latitud (Berlín, 2011), Festival Trasmutted (México, 2011) y varios otros varios en Chile y Uruguay.

## Obra
Gewölb ha trabajado en diversas técnicas y soportes, transitando por el dibujo, grabado y pintura, hasta que a mediados de los años 1980 comienza a expandir su campo de trabajo al incorporar objetos y desarrollar instalaciones. Es en la década del 2000 cuando comienza a incursionar en el campo de la performance o arte de acción. En esta última disciplina, ha participado de talleres realizados por artistas como Lisa Nelson en la IUNA (Buenos Aires, Argentina) y con artistas como Johannes Deimling en Berlín y Alexander del Re en Chile.
Ha escrito los libros de poesía “Oyes el tono del sol” y “Las Muchachas de Biarritz”.
En toda su obra está presente el tema de la memoria, ya sea desde su autobiografía en sus primeras obras o a través de la memoria social y política en aquellas más actuales. De una de sus obras “Queme sus naves”, el teórico del arte Ricardo Loebell nos dice: “La obra de Nancy Gewölb no sólo rescata aquí la experiencia del extrañamiento del forastero, sino que aquél del propio ciudadano surgido por una crisis de valores espirituales, como efecto de la modernización que afectaron la vida y el entorno urbano. Esta experiencia cotidiana es para algunos semejante a un desembarco. La obra de la artista se percibe como instrumento de conocimiento vívido y reflejo de un abordaje simbólico de la vida humana en el umbral de un milenio, presintiendo un periodo de migraciones masivas, e incentivando un estilo de vida que comprende el planeta como habitat pasajero”.
En el mismo sentido que subraya su relación con el trabajo de la memoria, el teórico Eduardo Correa Olmos, afirma: “la obra plástica de Nancy Gewolb a partir de su consideración como un discurso sustentado en un leit motiv fundante; este es el de la recuperación de una memoria, pensada inicialmente como personal, pero que finalmente se instala en un ámbito que incluye todo el espacio socio-cultural que implica/explica el trabajo de la artista. Los ejes de tensión de su trabajo son, pues, memoria y olvido y esto se verifica tanto a nivel de sus proposiciones como de la materialidad que elige para poner en escena esas proposiciones”.
En relación a otra de sus obras complejas, titulada “Recuperaciones”, realizada en la Galería Animal (Santiago de Chile) que surge luego de una invitación concursada que Gewölb gana el año 2005, la artista e historiadora del arte Marla Freire, afirma: “(...) en esta obra, Nancy Gewölb propone, al igual que Marcel Broodthaers y André Malraux, una nueva manera –y una nueva forma- de construir y hacer museo (…) Y en este caso, además de serlo en el sentido estricto de la definición, lo es también en el sentido de la tradición de la Historia del Arte (ésa que va con mayúscula: canónica, tradicional, aburrida y algo pesada) del arte en Chile. Y también por ser una declaración casi de principios: ser fiel a sí misma (…) Algunas obras se resisten a ser catalogadas en lugares fijos. Y en ocasiones como ésta lo consiguen”.
En relación a sus obras anteriores, la artista ha comentado a María Soledad Mancilla, en una entrevista para la revista Escáner Cultural :“(…) la finalidad de estas intervenciones de espacio no es demostrar o ilustrar algo, sino delimitar territorios (…)”. Su trabajo reciente en arte de acción, así lo evidencia: “Te suplico una minga” (2014, Collaborate, Festival Internacional , Valparaíso-Santiago, Chile y en Ejercicios de Marca, Muestra de Performances, Santiago, Chile) , “Tinta de vestiduras” (2013, Festival Internacional Connection > Europa, Santiago, Chile), “Cultrun lunar” (2011, Evento de arte de Performance 12 Moons - 2, Valparaíso, Chile), “Escrito con vela” (2011, Evento de arte de Performance 12 Moons - 4, Valparaíso, Chile), “Sed-a” (2011, Evento de arte de Performance 12 Moons - 6, Valparaíso, Chile), “Pan quemado” (2011, Festival Internacional Relocation, La Pedrera, Uruguay).

## Premios y distinciones
- 1970: Premio de Honor de Salón de Ñuñoa, Santiago, Chile.
- 1973: Segundo Premio de Afiches de la Juventud (UNCTAD), Santiago, Chile.
- 1980: Beca en Gráfica de la Sociedad Amigos del Arte, Santiago, Chile.
- 1981: Beca en Gráfica de la Sociedad Amigos del Arte, Santiago, Chile.
- 1981: Beca en Dibujo de la Sociedad de Amigos del Arte, Santiago, Chile.
- 1993: Ganadora el Concurso Creación, Universidad de Playa Ancha, Valparaíso, Chile.
- 1994: Ganadora el Concurso Creación, Universidad de Playa Ancha, Valparaíso, Chile.
- 2012: Premio del Círculo de críticos de Valparaíso

## Exposiciones

### Exposiciones individuales
- 2004 Pasar, Ciclo de Instalaciones en la Defensoría Penal Pública de Valparaíso, Chile.
- 2002 Cita de Sobras - Nancy Gewölb, Galería de Arte Modigliani, Viña del Mar, Chile.
- 2000 Queme sus Naves. Museo de Arte Contemporáneo, Universidad de Chile, Santiago, Chile.
- 1997-98 Queme sus Naves: El Peligroso Viaje de Regreso: Intervención del Espacio Nancy Gewölb. Sala Espacio-Imagen, Centro Cultura, Viña del Mar, Chile.
- 1995 Nancy Gewölb: Retrate el Sonido de su Nombre, Museo Nacional de Bellas Artes, Santiago, Chile.
- 1992 Universidad de Valparaíso, Valparaíso, Chile.
- 1992 Instituto Chileno-Francés de Cultura, Santiago, Chile.
- 1992 Ifa Galerie, Bonn, Alemania.
- 1992 Entregue la Oreja, Museo de Arte Contemporáneo, Universidad de Chile, Santiago, Chile.
- 1991 Instituto Chileno-Alemán de Cultura, Santiago, Chile.
- 1986 Cordillera/Des-memorias, Galería Arte Actual, Santiago, Chile.
- 1984 Pandoras y poemas, Galería del Cerro, Santiago, Chile.
- 1983 Fantomas, Centro Cultural Mapocho, Santiago, Chile.
- 1979 Instituto Chileno-Francés de Cultura, Santiago, Chile.
- 1977 Instituto Chileno-Francés de Cultura, Santiago, Chile.
- 1977 Centro Cultural Mapocho, Santiago, Chile.

### Exposiciones colectivas
- 2005 Residencia en el Valle, Museo de Artes Visuales, Santiago, Chile.
- 2001 Salón de Primavera en Providencia, Sernatur, Santiago, Chile.
- 1997 Prueba de Amor, Sala Espacio Imagen del Centro Cultural de Viña del Mar, Chile.
- 1996 En Torno a la Mesa, Galería Praxis, Santiago, Chile.
- 1996 20 Mujeres Creadoras para Internet. Retratos e Investigación. Corporación Cultural de Las Condes, Santiago, Chile.
- 1993 Nuestras Demandas, Museo de Arte Contemporáneo de la Universidad de Chile. Santiago, Chile.
- 1993 Historias Recuperadas, Zimmerli Art Museum, New Jersey, Estados Unidos.Museo Nacional de Bellas Artes, Santiago, Chile.
- 1992 Museo de Mendoza, Argentina.
- 1992 Artistas Académicos de las Universidades de Valparaíso, Sala El Farol, Valparaíso, Chile.
- 1991 X Bienal Internacional de Arte de Valparaíso, Chile.
- 1991 Mujeres en el Arte, Museo Nacional de Bellas Artes, Santiago, Chile.
- 1990 Museo Abierto, Museo Nacional de Bellas Artes, Santiago, Chile.
- 1990 De la Esperanza a la Creación, Museo Nacional de Bellas Artes, Santiago, Chile.
- 1989 III Bienal de La Habana. Cuba.
- 1988 I Bienal de Minitextil, Montevideo, Uruguay.
- 1987 VIII Bienal Internacional de Arte de Valparaíso, Chile.
- 1985 VII Bienal Internacional de Arte de Valparaíso, Chile.
- 1985 Feria de arte, Plaza Mulato Gil de Castro, Santiago, Chile.
- 1984. El Arte y la Supervivencia del Planeta. Museo Nacional de Historia Natural, Santiago, Chile.
- 1983 VI Bienal Internacional de Arte de Valparaíso, Chile.
- 1983 Espacio Latinoamericano, París, Francia.
- 1983 50 Años de Plástica en Chile, desde Matta hasta el Presente, Instituto Cultural de Las Condes, Santiago, Chile.
- 1983 15 escultoras exponen en Homenaje de la Mujer a la Mujer: Galería Espacio Arte, Santiago, Chile.
- 1981 Centro Pablo Neruda, París, Francia.
- 1979 Reencuentro de Maravilla, Instituto Chileno Francés, Santiago, Chile.
- 1978 Recreando a Goya, Instituto Chileno-Alemán de Cultura, Santiago, Chile.
- 1977 Pintura Contemporánea Chilena, Instituto Cultural de Las Condes, Santiago.1978 Primer Salón Nacional de Gráfica de la Pontificia Universidad Católica de Chile, Museo Nacional de Bellas Artes, Santiago, Chile.

### Obras en colecciones públicas
- Museo de Arte Moderno de Chiloé, Chile
- Valle de los Artistas, Lolol, VI Región, Chile